# Szarajevó
Szarajevó (bosnyákul, horvátul és szerbül Sarajevo, cirill írással Сарајево, törökül Saraybosna, mely névből a „saray” tag palotát jelent) Bosznia-Hercegovina fővárosa. A Dinári-hegységben, a Miljacka folyó két partján fekszik. Lakosságát elővárosaival együtt 400 ezer főre becsülik. Túlnyomóan bosnyákok, kisebb részben szerbek és horvátok lakják.
Szarajevó a fővárosa az ország két ún. entitásának, a Bosznia-hercegovinai Föderációnak és (legalábbis hivatalosan) a Bosznia-hercegovinai Szerb Köztársaságnak is.
Az oszmán hódítók alapította város az újkor hajnalán Európa legfejlettebb városai közé számított. Az osztrák-magyar korszak kapcsolta be az európai kulturális vérkeringésbe. A jugoszláv állam időszakában már téli olimpia házigazdája is volt.
Szarajevó nevével több fontos történelmi esemény is összeforrt. 1914-ben itt lett merénylet áldozata Habsburg–Lotaringiai Ferenc Ferdinánd osztrák–magyar trónörökös, ami ürügyül szolgált az első világháború kirobbantásához. De a szarajevóiak élték át a boszniai háború (1992-1995) alatt a modern kori történelem leghosszabb, több mint három éven át tartó ostromát is.
A város egyedülálló légkörét a történetét alakító négy vallási csoport (római katolikus, ortodox kereszténység, muszlim és zsidó vallás) által hátrahagyott épített és más kulturális javak adják. Az útikönyvek szerint Szarajevó a világ azon kevés városának egyike, ahol néhány száz méteren belül katolikus és ortodox templom, mecset és zsinagóga is található.

## Nevének eredete
Szarajevó alapítása előtt a környéket Vrhbosnának hívták.
A város nevének eredetére több feltételezés is van. Az egyik ilyen, hogy a török Saray Ovası, azaz a palota udvara és mezeje. Ezt az elnevezést először 1455-ben használták először.
Sarajevo alakban először 1507-ben Firuz bég levelében szerepelt.

## Fekvése
Szarajevó Bosznia-Hercegovina keleti felén (a történelmi Bosznia tartományban), a Bosznia-hercegovinai Föderációban fekszik. Kiterjedése 141,5 km². A város nagy része az azt kelet-nyugati irányban átszelő Miljacka folyócska völgyében lévő, 500 méter tengerszint feletti magasságú síkságon (Szarajevói-völgy vagy Szarajevói mező) húzódik, de a keleti részen elterülő Óváros egyes külvárosokkal együtt a környező hegyek oldalaira is felkúszik, egészen 900 méteres tengerszint feletti magasságra. (Az Óváros egy része szűk, meredek utcácskáiról nevezetes). Az Ilidža nevű külvárosban található a Vrela Bosna, azaz a Boszna folyó forrása, a szarajevóiak kedvenc kirándulóhelye.
A várost a Dinári-hegységhez tartozó öt nagyobb hegy koszorúzza, amelyekben népszerű kirándulóhelyek és sípályák vannak. A hegyek a következők:
- Bjelašnica (2067 m)
- Igman (1502 m)
- Jahorina (1913 m)
- Trebević (1627 m)
- Treskavica (2088 m)

## Éghajlat
Szarajevó éghajlata – a szűkebb értelemben vett Boszniának megfelelően – kontinentális. A nyarak melegek, és ilyenkor a 35 °C-os hőmérséklet sem ritka. A telek hidegek, és a város nagy tengerszint feletti magassága miatt mindig havat hoznak.
Az év legmelegebb hónapja július, amikor a középhőmérséklet 19 °C körül alakul; augusztus csak egy fokkal hűvösebb. Az év leghidegebb hónapja január, -1 °C-os középhőmérséklettel. Az éves középhőmérséklet 10 °C.
Szarajevóban az éves csapadékmennyiség 905 mm körül mozog. A legcsapadékosabb hónap október, amikor átlagosan 89,4 mm eső esik. A legszárazabb hónap február, 61,4 mm-es átlaggal. Az átlagos légnyomás a város szintjén 942,3 millibar, ami az év során keveset változik.
A legalacsonyabb nappali hőmérséklet 1942. január 24-én volt -26,4 °C volt.
| Hónap                                      | Jan.  | Feb.  | Már.  | Ápr. | Máj. | Jún. | Júl. | Aug. | Szep. | Okt. | Nov.  | Dec.  | Év    |
| ------------------------------------------ | ----- | ----- | ----- | ---- | ---- | ---- | ---- | ---- | ----- | ---- | ----- | ----- | ----- |
| Rekord max. hőmérséklet (°C)               | 16,0  | 21,0  | 27,0  | 32,0 | 34,0 | 38,0 | 40,0 | 41,0 | 36,0  | 30,0 | 23,0  | 21,0  | 41,0  |
| Átlagos max. hőmérséklet (°C)              | 2,7   | 5,9   | 10,4  | 15,1 | 20,3 | 23,5 | 26,5 | 26,5 | 22,0  | 20,5 | 14,7  | 8,5   | 16,4  |
| Átlaghőmérséklet (°C)                      | 0,5   | 0,5   | 6,1   | 11,4 | 16,1 | 18,6 | 19,5 | 19,3 | 18,1  | 13,5 | 7,3   | 1,3   | 11,1  |
| Átlagos min. hőmérséklet (°C)              | −2,4  | −3,6  | 0,7   | 4,4  | 8,5  | 11,4 | 12,8 | 12,6 | 9,7   | 5,7  | 1,6   | −2,8  | 4,9   |
| Rekord min. hőmérséklet (°C)               | −15,2 | −21,0 | −15,0 | −6,0 | −2,0 | 5,0  | 6,0  | 4,0  | −2,0  | −2,0 | −12,0 | −16,0 | −21,0 |
| Átl. csapadékmennyiség (mm)                | 29    | 44    | 63    | 71   | 65   | 81   | 40   | 0    | 43    | 72   | 80    | 72    | 660   |
| Havi napsütéses órák száma                 | 74    | 94    | 145   | 186  | 217  | 248  | 327  | 374  | 211   | 167  | 100   | 61    | 2204  |
| Forrás: BBC Weather, Hong Kong Observatory |       |       |       |      |      |      |      |      |       |      |       |       |       |

A levegőszennyezés súlyos probléma a városban. Az Egészségügyi Világszervezet 2016-os adatbázisa szerint A PM2,5 szálló por becsült koncentrációja 2010-ben 30 μg/m3 volt a PM10 számítás alapján, ami háromszor magasabb, mint a WHO ajánlása.

## Történelem

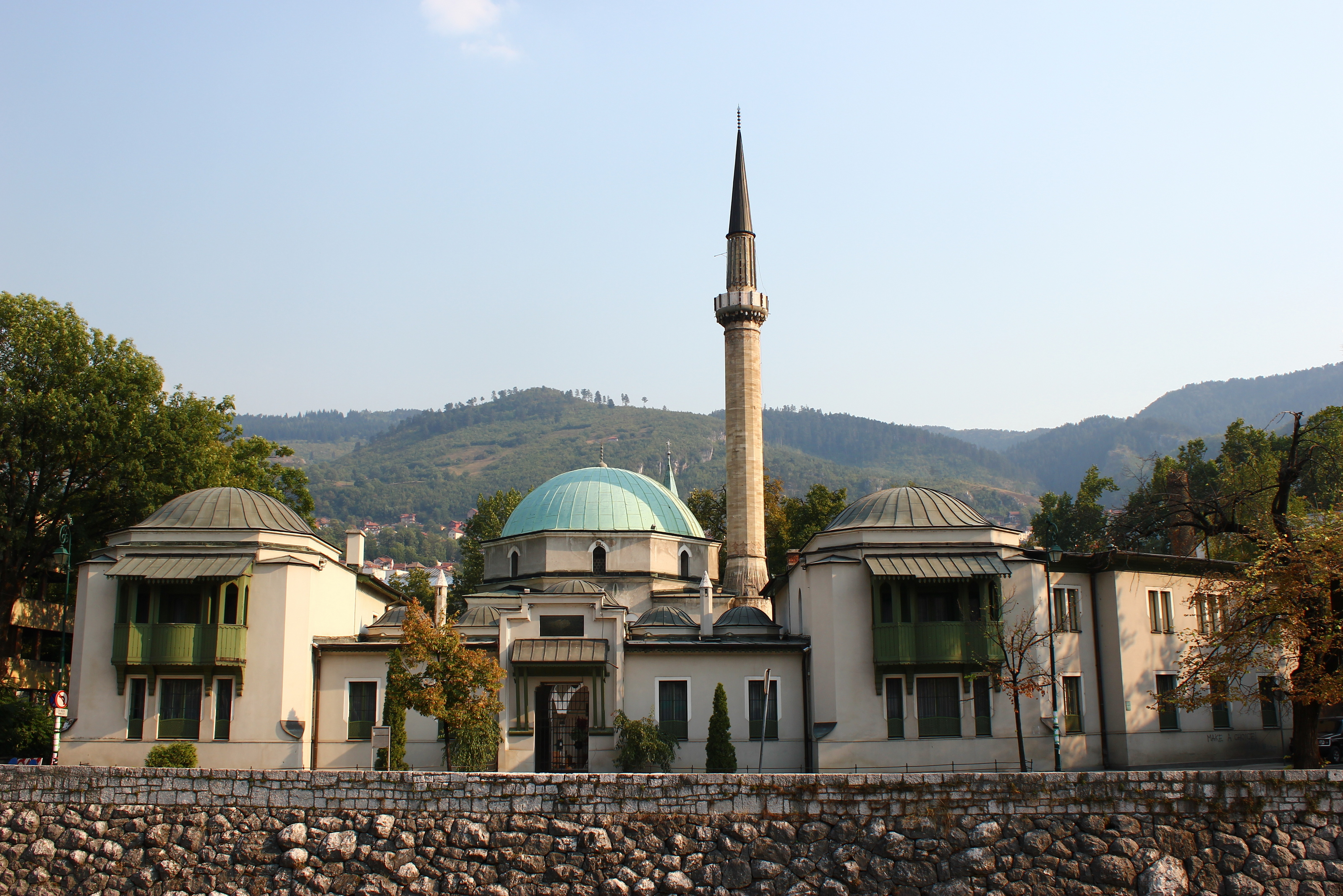
Császár-dzsámi

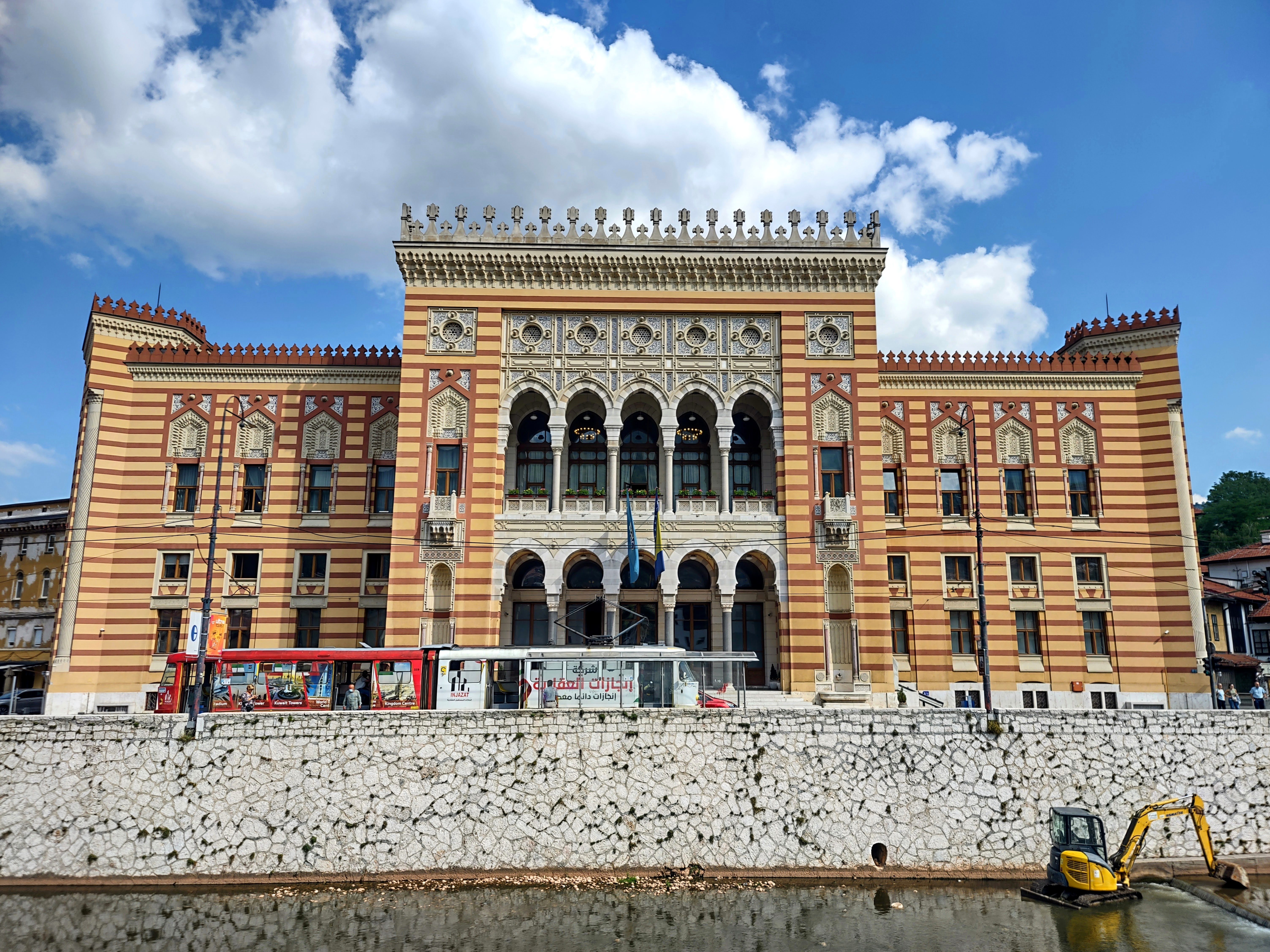
A Nemzeti Könyvtár

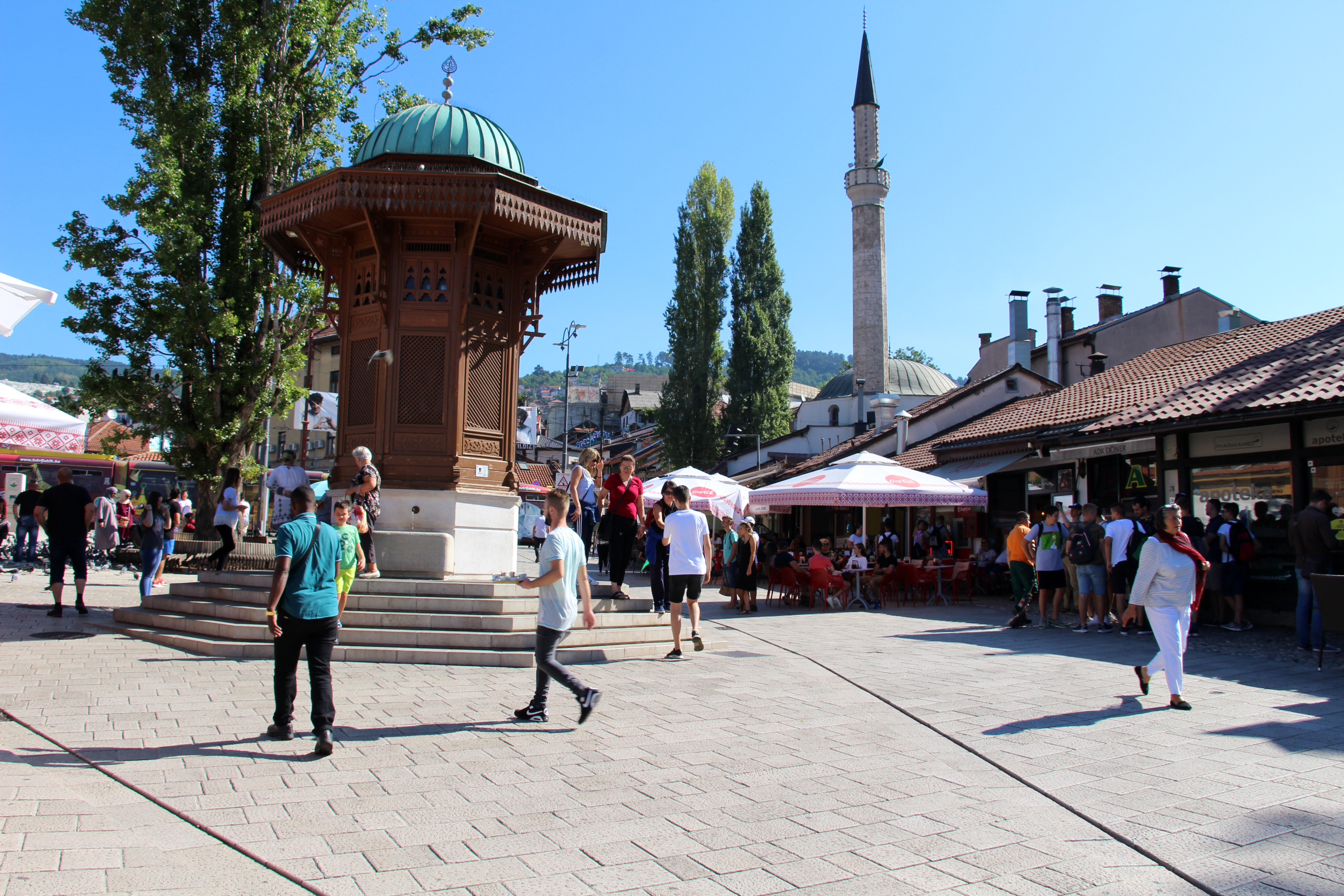
Az Óváros

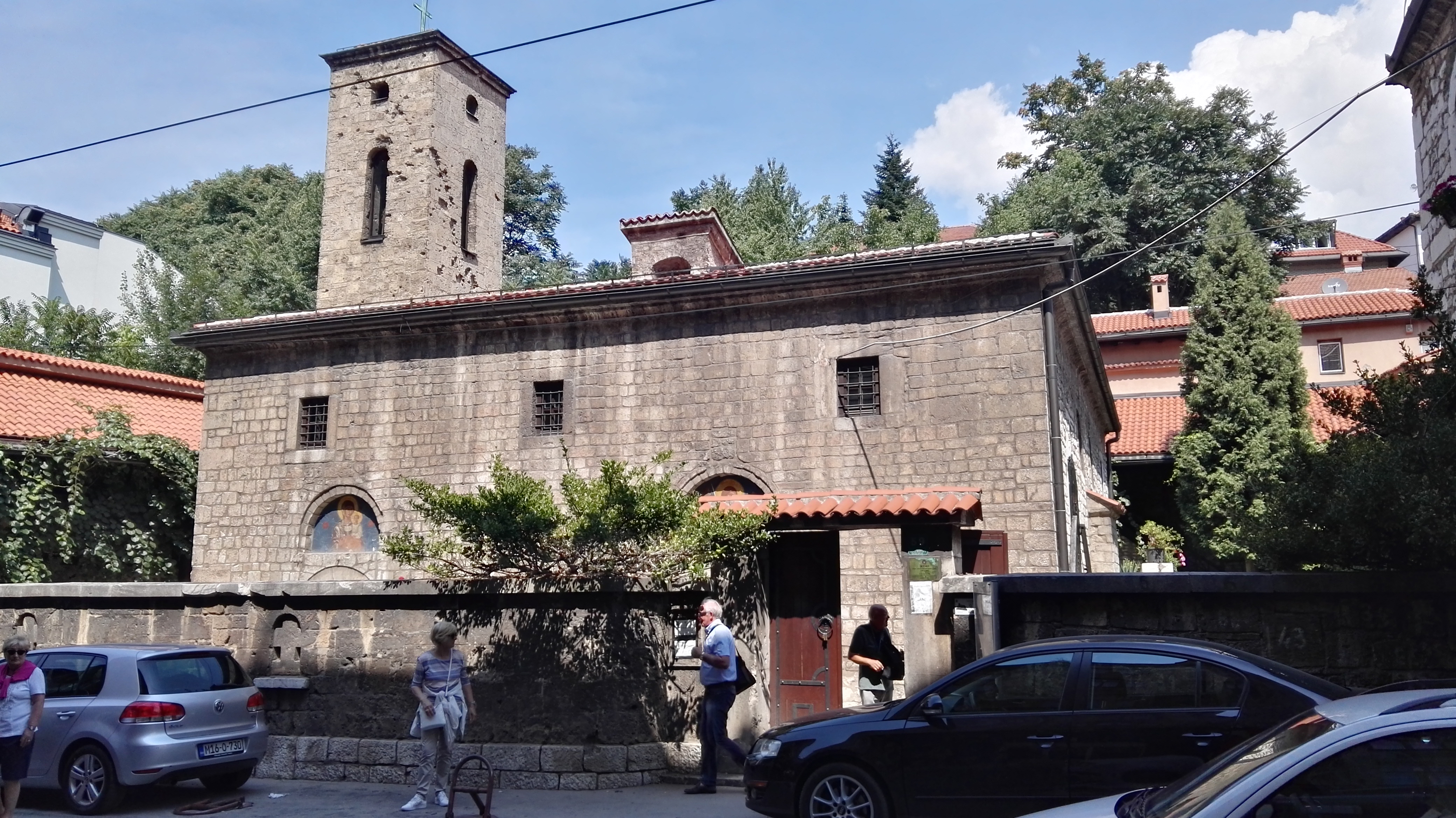
A régi ortodox templom

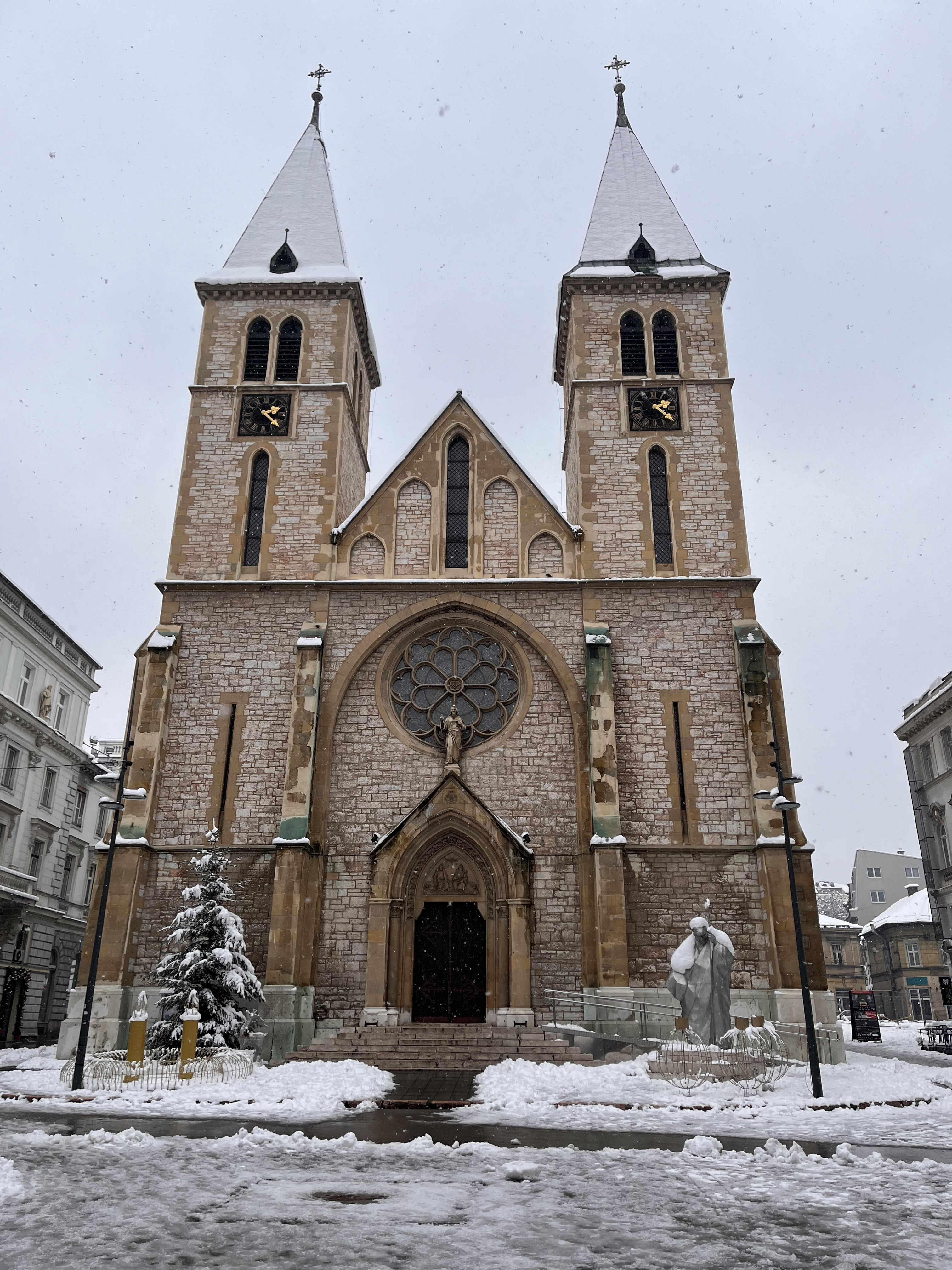
A római katolikus székesegyház

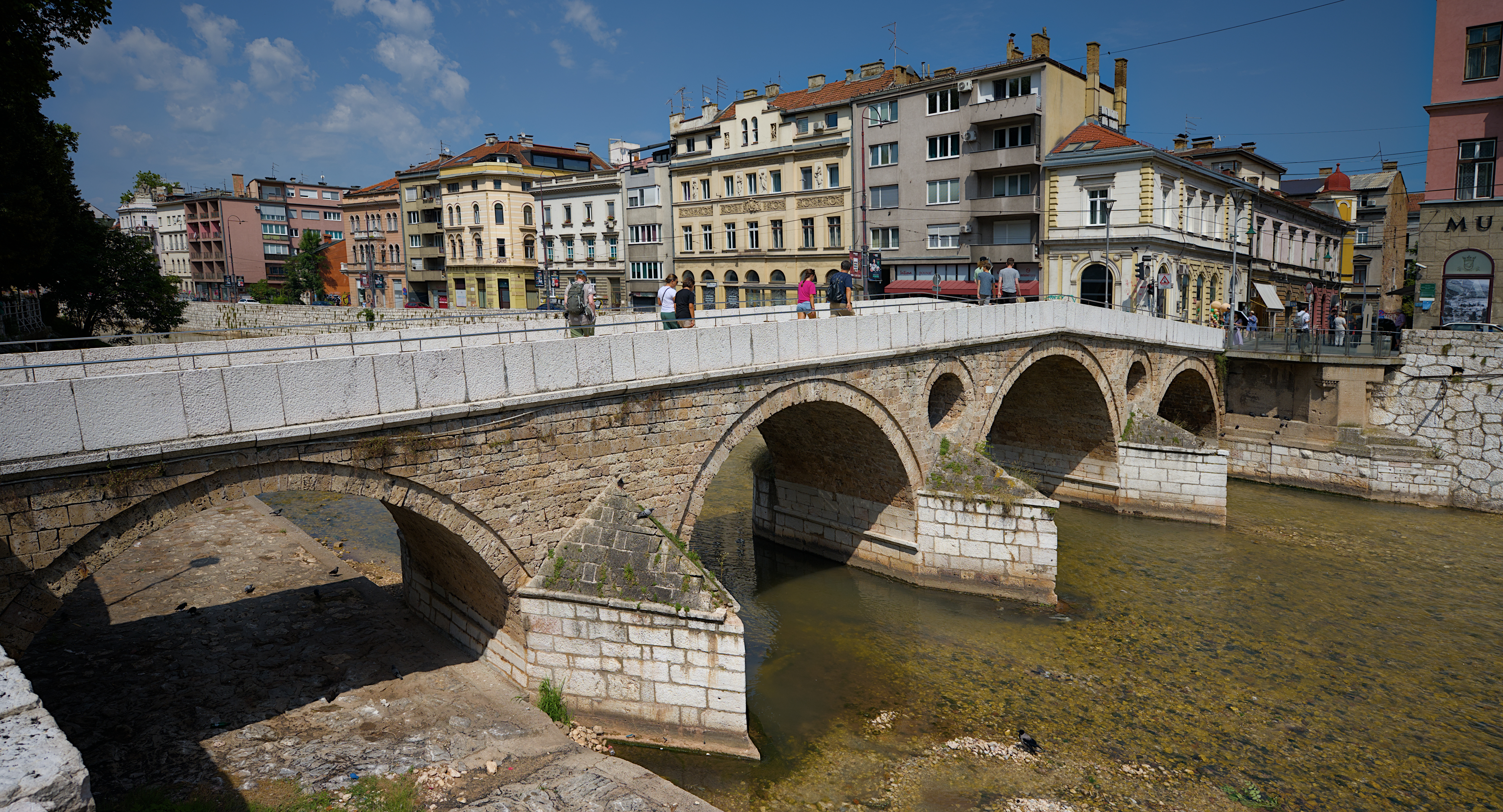
A szarajevói merénylet helyszíne

A mai Szarajevó vidékének története a kőkorszakkal indul, amikor az úgynevezett butmiri kultúra (Butmir helyi földrajzi névből) virágzott a területen. A környéken számos illír település is volt. Az illírek és a rómaiak közti harcok i. e. 229-ben kezdődtek az első római–illír háborúval, de Róma csak i. sz. 9-re szállta meg az egész régiót. A római korban a mai Ilidža területén feküdt Aquae Sulphurae település.

### Középkor (1450-es évekig)
A szlávok a 7. században érkeztek Boszniába, de itteni korai történetükről nem tudni túl sokat. Valószínűsíthető, hogy a Szarajevói-völgybe is beköltöztek, ahol az illír jelenlétet váltották fel. Bíborbanszületett Konstantin De administrando imperio (A birodalom kormányzásáról) című munkája a szerbek lakta Katera városról tesz említést, amelyet Szarajevótól délkeletre tártak fel.
A mai Szarajevó környéke a középkor későbbi szakaszában Vrhbosna tartományban feküdt. Magáról Vrhbosna településről csak annyi biztos, hogy létezett: egyesek szerint kisebb, megerősített helység, míg mások szerint a mai Szarajevó területén fekvő jelentősebb város volt. Utóbbiak arra alapozzák véleményüket, hogy egy 1238-as IV. Béla magyar király dokumentuma szerint a városban ekkor kezdték el építeni a Szent Péter-székesegyházat.

### Oszmán kor (1450-es évek-1878)
Szarajevó alapítása az 1450-es évekre tehető, tehát még azelőttire, hogy az oszmánok 1463-ra teljesen meghódították volna Bosznia tartományt. (A város alapításának hagyományos dátuma 1461). Szarajevó helyén egy apró, Brodac nevű falu feküdt, amelyen Isa-bég Išaković építtetett várost, annak minden szükséges intézményével együtt: többek között bazár (fedett piac), törökfürdő, han (kereskedők szálláshelye) és kormányzói palota (Saray) épült (utóbbi adta Szarajevó nevét). Az első mecset II. Mehmed oszmán szultán tiszteletére a Császár-dzsámi (Carova džamija) nevet kapta. 1485 júniusában Szarajevóban 42 muszlim, 103 keresztény és 8 dubrovniki ház állt.
Szarajevó virágzása a 16. századra tehető, amikor Husrev-bég felépíttette a mai Óváros nagy részét, a Gázi Husrev-bég dzsámival és a szintén a saját nevét viselő könyvtárral egyetemben. Szarajevó lakosságát eleinte szinte kizárólag a környező lakosság iszlámra áttért tagjai alkották. Hamarosan ortodoxok is jöttek, és egy raguzai (ma: Dubrovnik), katolikus kereskedőkből álló kolónia is alakult. A Spanyolországból elűzött szefárd zsidók a 16. század elején érkeztek, amivel Szarajevó négy vallás városává vált. A város közben infrastrukturálisan is fejlődött: kereskedelmi utak metszéspontjában fekvő elhelyezkedése és ennek megfelelően kiépített infrastruktúrája, kulturális intézményei, víz- és csatornahálózata Európa egyik legfejlettebb városává tették. 1660-ra mintegy 80 ezer lakosa volt, és ezzel Isztambul után a Balkán-félsziget második legnépesebb városává lépett elő.
1697-ben – a magyar történelemben a török uralom alóli felszabadító szerepét betöltő – Savoyai Jenő kifosztotta, majd felgyújtatta Szarajevót. A megsemmisült várost újjáépíttették, bár régi fényét már csak az Oszmán Birodalom egyre fokozódó hanyatlása miatt sem szerezhette vissza. Az 1800-as évek elejére a városnak már csak kb. 60 000 lakosa volt. 1807-ben egy szerb csapat akarta elfoglalni, de mielőtt odaért volna, visszaverték. Bosznia fővárosává csak Kara Mahmud tette, miután az 1831-32-es felkelést leverte; addig a boszniai válik Travnikban laktak. 1878-ban lázadás tört ki; a lázadók a válit elűzték és Hadsi Loját tették urukká. Ugyanezen év augusztus 19-én az osztrák-magyar hadak jelentek meg falai alatt és elkeseredett küzdelem után elfoglalták.
Szarajevó – iparosítással együtt járó – modernizálása az oszmán uralom utolsó éveiben indult, de csak azután vett igazi lendületet, hogy az Osztrák–Magyar Monarchia 1878-ban okkupálta a tartományt.

### Osztrák–magyar kor (1878–1918)
Az osztrák–magyar korban kiteljesedett az iparosítás, az iskolák elterjedésével visszaszorult az analfabetizmus, a cirill írást visszaszorította a latin, a felsőoktatási intézmények megjelenésével és a sajtó elterjedésével pedig a kulturális és az irodalmi élet kapott friss szelet.
A Habsburg Monarchia építészei és mérnökei számára presztízsfeladat volt az újonnan szerzett tartomány fővárosának modernizálása. A belvárost sújtó tűzvész után a negyed eredeti épületeinek oszmán stílusa az újonnan emelt épületek közép-európai építészeti jegyeivel, köztük a szecesszióval és a sajátosan orientális hatású moreszkóval keveredett. Ez utóbbi legszebb példája Szarajevó legjelentősebb épülete, az 1992-ben felgyújtott, és belülről kiégett Nemzeti Könyvtár (eredetileg Városháza). A korszak egyéb jelentős épületei a római katolikus Jézus Szíve Székesegyház, a Zsinagóga, az Országos Múzeum (Zemaljski muzej), a Nemzeti Színház és a Szépművészeti Akadémia (eredetileg evangélikus templom). Az oszmán időkben elkezdett Szerb Ortodox Székesegyház építése is ebben a korszakban fejeződött be.
Szarajevó lakossága 1910-ben 52 000 főt számlált.
Az első világháború kirobbantásához vezető incidensre Szarajevóban került sor: 1914. június 28-án Gavrilo Princip szerb nacionalista meggyilkolta Ferenc Ferdinánd trónörököst és feleségét, Chotek Zsófiát. A Monarchia szétesésével Bosznia-Hercegovina az újonnan megalakult Szerb–Horvát–Szlovén Királyság része lett.

### A jugoszláv államok időszaka (1918–1992)
Szarajevó 1918 és 1929 között Bosznia, majd a királyi diktatúra bevezetésétől, és az ország új, bánságokon alapuló közigazgatási felosztásának végrehajtásától fogva – az 1929-től immár Jugoszláv Királyság nevet viselő ország – Drinai Bánságának székhelyeként, korábbi jelentőségét elveszítve vegetált.
A második világháború idején, 1941-ben Szarajevó – Bosznia-Hercegovina többi részéhez hasonlóan – a náci Németországgal szövetséges és az usztasák (horvát fasiszták) által irányított Független Horvát Államhoz került, a város szerb és zsidó lakosságának egy része pedig a holokauszt áldozata lett. A várost Josip Broz Tito partizánmozgalma szabadította fel 1945 áprilisában.
A titói Jugoszláviában Szarajevó visszakapta korábbi jelentőségét azáltal, hogy a fontos ipari központ szerepét kapta. A háború utáni 115 ezerről a lakosságának száma az 1990-es évek elejére 430 ezer főre emelkedett. Az Óvárostól nyugatra fekvő részeken modern épületek, lakótelepek emelkedtek. Erre a korszakra esik az egyetem, a Tudományos és Művészeti Akadémia, továbbá számos múzeum, galéria, oktatási intézmény és a Rádió-televízió alapítása. A város növekedése az 1980-as évek elején érte el tetőpontját, amikor Szarajevó az 1984-es téli olimpia házigazdája volt.

### A függetlenség óta
1992. április 5-én a béketüntetésre sortüzet adtak le szerb orvlövészek, másnap a boszniai szerb hadsereg körülzárta Szarajevót, amivel megkezdődött a város 1996. február 29-ig tartó ostroma, amelyben a Jugoszláv Néphadseregnek kulcsszerepe volt. Az ostrom alatt kb. 12 ezer ember halt meg, és további 50 ezren sebesültek meg. A háború következményeként Szarajevó drámai népességmozgáson ment keresztül.
A város újjáépítése rögtön a háborút követően megindult, és a következő évtized közepére nagyrészt be is fejeződött. A ma is épülő városban a régebbi korok és a szocialista időszak épületei mellett egyre nagyobb hangsúlyt kapnak a modern irodaépületek. Az újjáépítésből az iszlám országok is kivették a részüket: a térség legmagasabb felhőkarcolója például egy boszniai–malajziai vegyesvállalat beruházásaként épül.

## Népesség
A 2013-as népszámlálás szerint a város lakossága 275 524 fő.
A Szarajevó kanton kormányától származó 2002-es évi becslés Szarajevó város teljes lakosságát 297 399 főre teszi, az elővárosokkal együtt számított Szarajevóét pedig 401 118-ra.
A hivatalos kormánystatisztika szerint Szarajevó lakosságának egy négyzetkilométerre eső sűrűsége 2470 fő. A legsűrűbben lakott rész Novo Sarajevo község (općina/opština) (7525 fővel), míg a legalacsonyabb népsűrűségű Stari Grad (743 fő/négyzetkilométer).
Szarajevó legnagyobb etnikai csoportja a bosnyákok 230 ezer fővel (a város lakosságának 77,4%-a). A második legnagyobb csoport a szerbeké (35 ezer fő, 12%). A horvátok adják nagyságrend szerint a harmadik csoportot (22 ezer fő, 7,5%). 9 283 fő (a teljes népesség 3,1%-a) „egyéb” kategóriába tartozónak vallotta magát. Köztük talán szefárd zsidók, romák, illetve külföldiek lehetnek.
Szarajevó a reisul-l-ulemának, a bosznia-hercegovinai muszlim hitűek vezetőjének, a szerb ortodox egyház dabroboszniai mitropóliájának, valamint a római katolikus egyház vrhbosnai érsekségének székhelye. A városban számos mecset, templom és több zsinagóga is található.

## Híres személyek
- Itt született 1791-ben Sima Milutinović Sarajlija szerb költő és író.

## Közigazgatás

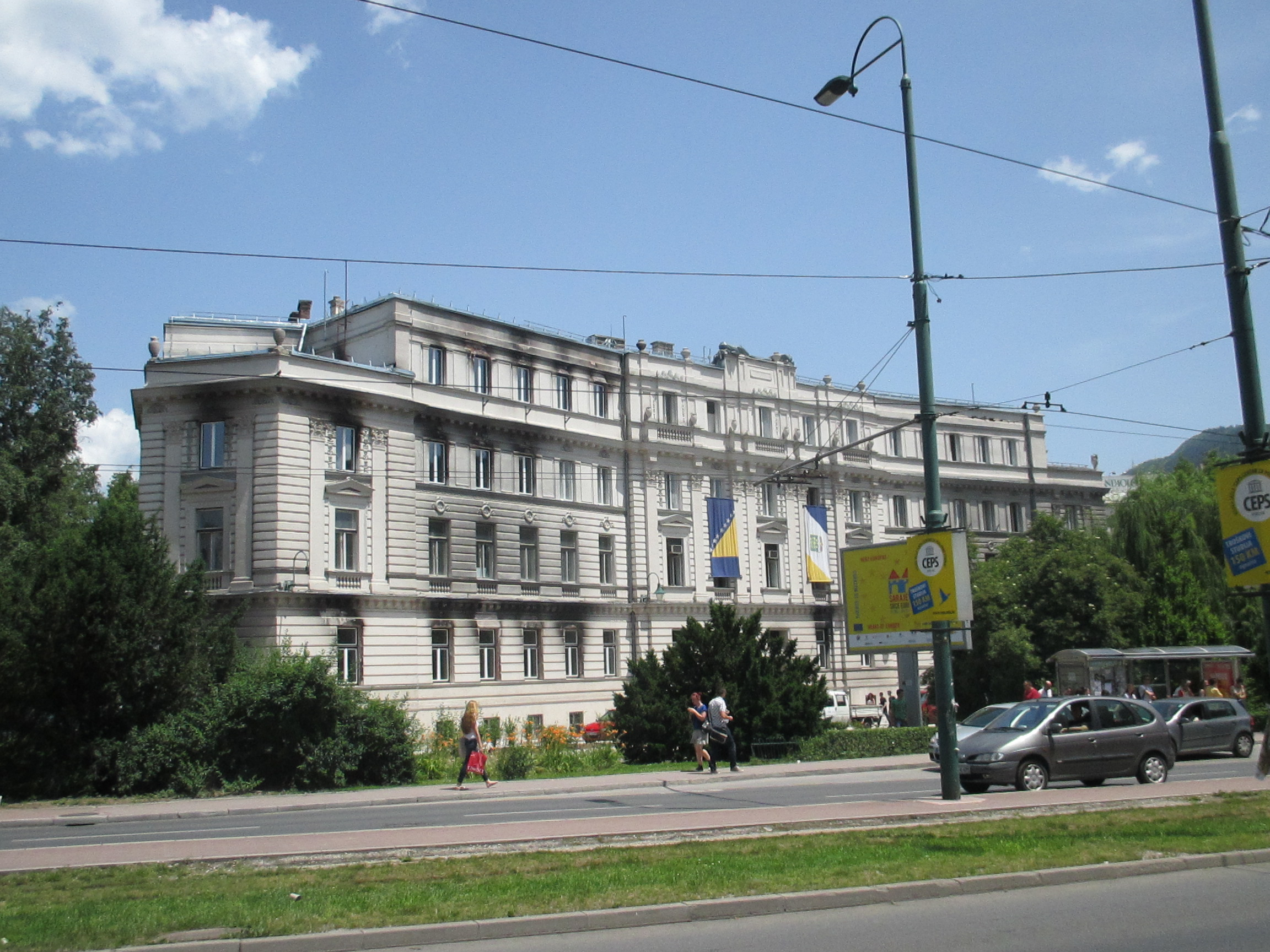
Szarajevó kanton kormányának épülete

Szarajevó Bosznia-Hercegovina fővárosa és politikai központja. Az alkotmány szerint ezenkívül fővárosa még az állam két ún. entitásának, a Bosznia-hercegovinai Föderációnak és a Szerb Köztársaságnak is. (A Szerb Köztársaság de facto fővárosa azonban Banja Luka, ahol az entitás parlamentje is található). Szarajevó egyben Szarajevó kanton székhelye.
Szarajevó város négy községből (općina, szerbül opština) áll, és a kevés, saját önkormányzattal rendelkező bosznia-hercegovinai város egyike. A fővárosban székel ezenkívül több tucat nagykövetség és nemzetközi szervezet.

### A városi önkormányzat
Az államhatalom helyi szerve Gradsko vijeće, vagyis Városi Tanács.
A tanácstagokat községenként választják. A 24-tagú tanács vezetői az elnök, két helyettese és a titkár.
A helyi végrehajtó hatalom a Gradska uprava ('városi igazgatóság', kb. önkormányzat), amely a polgármesterből, végrehajtó tanácsából és számos más helyi szervezetből áll. A polgármester munkáját két helyettes segíti.
A Gradska uprava számos kommunális vállalatot működtet, ezek a következők:
- Városi Általános Igazgató Vállalat (Gradska služba za opću upravu)
- Városi Pénzügyi Vállalat (Gradska služba finansija)
- Városi Helyi Foglalkoztatási Vállalat (Gradska služba za urbano poslovanje)
- Városi Várostervezési Vállalat (Gradska služba za urbano planiranje)
- Városi Kommunális Művek Vállalat (Gradska služba za komunalne poslove)

## Gazdaság
Szarajevó Bosznia-Hercegovina gazdaságilag legfejlettebb részei közé tartozik. Sokan dolgoznak a gyártóiparban és a turizmusban, de sok embert foglalkoztatnak a különböző kormányhivatalok is. Szarajevóban jelen van az élelmiszer-, textil-, bútor-, gépkocsi-, gyógyszer- és nehézipar. Egyes szarajevói cégek ismert szeszesital- és cigarettamárkákat gyártanak.
A fővárosban számos gazdasági intézmény található. Itt van a székhelye Bosznia-Hercegovina központi bankjának, de számos más (összesen 19) banknak is. Itt működik a Szarajevói Értéktőzsde is.
A turizmus Szarajevó egyik stabilan növekvő, fő iparága. Az 1984-es téli olimpia óta – a háborús éveket leszámítva – a város kedvelt turistacélpont. Szarajevóban kb. 50 jelentősebb szálloda található, köztük a jellegzetes, modern építészeti jegyeket viselő Holiday Inn. A Lonely Planet Szarajevót a 2006-os év 43. legjobb városlátogatási ötleteként ajánlja. A Szerb Köztársaságban fekvő, közeli Igman-hegy sílesiklópályái – az olimpia egyik helyszíne – egyelőre inkább a belföldi és a szerbiai turisták körében népszerűek.
A Szarajevóban megtalálható cégek közül kiemelendő az Air Bosna légitársaság, a BH Telecom távközlési vállalat, a Bosmal és az Unioninvest építőipari vállalatok, a Bosnalijek gyógyszeripari vállalat, az Energopetrol olajtársaság, az Avaz és az Oslobođenje sajtóvállalatok, a Szarajevói Dohánygyár (Fabrika duhana Sarajevo) és a Szarajevói Sörfőzde (Sarajevska pivara). A Szarajevóban letelepült külföldi cégek közt van többek között a Brown & Root, a Coca-Cola Company, a Raiffeisen, és a Volkswagen.

## Igazságszolgáltatás
Bosznia-Hercegovina legfőbb bírói testülete, a kilenctagú Alkotmánybíróság, a Bosznia-hercegovinai Föderáció Legfelsőbb Bírósága és Szarajevó kanton Kantonális Bírósága székhelye egyaránt Szarajevóban van.

## Közigazgatási beosztás
Szarajevó közigazgatásilag négy községre (općinára, vagy szerbül opštinára) oszlik. Ezek a következők:
- Centar (Belváros)
- Novi Grad (Újváros)
- Novo Sarajevo (Új-Szarajevó)
- Stari Grad (Óváros)

(A község a bosznia-hercegovinai közigazgatási rangsor negyedik szintjén van, az állam, az entitás és a kanton után).
A fővároshoz hasonlóan az egyes községeknek is megvannak a saját önkormányzatai, beleértve a vezetőt és a különböző községi vállalatokat. A szarajevói községi önkormányzatok szerepe azonban a szarajevói városi kormányzat léte miatt nem olyan jelentős, mint az ország többi településén.
Szarajevó községei tovább oszlanak helyi közösségekre (mjesna zajednica). Ezeknek azonban már csak nagyon kis gyakorlati jelentőségük van a város igazgatásában.
Amikor a helyiek Szarajevóról beszélnek, általában közigazgatásilag hozzá nem tartozó külvárosait is ideértik. Ezeket tulajdonképpen a következő öt község alkotja:

Szarajevói panoráma

- Ilidža (mintegy 50 ezer lakos)
- Vogošća (kb. 9 ezer lakos)
- Hadžići
- Ilijaš
- Trnovo

## Látnivalók
- Az 1532-ben épült Gazi Huszrev-bég mecset az ország legrégebben fennálló mecsete. A 90-es évek elején zajló polgárháborúban a mecset nagy része megsérült, ezért 1996-ban elkezdték újjáépíteni.[28]  A Szarajevó óvárosában található mecset a város iszlám közösségének központja. Ez is egy példája a városban nagy számban megtalálható török építészeti remekműveknek amik fennálltak máig és turisták számára látogathatóak.  A mecseten kívül található egy gyönyörű kert, benne egy szökőkúttal amit a hívők a testi és lelki bűneik megtisztítására használnak. A főbejárat bonyolult iszlám mintákkal és csempékkel van díszítve.
- A Latin-híd oszmán típusú híd a Miljacka folyó felett, Szarajevó belvárosában.[29]  A hidat először 1541-ben említik fahídként, amelyet Husszein bőrműves mester építtetett. De 1565-ben már kőhídként említik, amelyet az előkelő szarajevói lakos, Ali-Ajni bég építtetett a régi fahíd helyére.   1791. november 15-én a híd súlyosan megsérült egy óriási áradástól, de hamar újjáépítették a szarajevói kereskedő Abdulah-aga Briga támogatásával.   A hídnak négy boltíve van három erős pillérrel közöttük és a híd két oldalán egy-egy töltés. Ezt kőből és gipszből építették. Később az Osztrák-Magyar Monarchia korában a nagy forgalomra való tekintettel járdákat építettek hozzá a hídhoz.  A híd főleg arról híres, hogy itt gyilkolta meg Ferenc Ferdinándot és hitvesét, Chotek Zsófiát a szerb nacionalista diák Gavrilo Princip 1914. június 28-án.
- Az egyik leglenyűgözőbb példa az Osztrák-Magyar Monarchia építészetére Szarajevóban a Városháza más néven Vječnica épülete. A Vječnica 1898-ban épült, de nemrég felújításon esett át mivel a polgárháborúban a szerbek egyik fő célpontja volt.[30]  A városházán belül bonyolult faragású és festett minták, színes üvegek találhatóak illetve boltívek, ablakok és lépcsők tökéletes szimmetriában.  Az épület nyitva van a turisták számára. A városházán lévő kiállítás háborús fotókat tartalmaz.

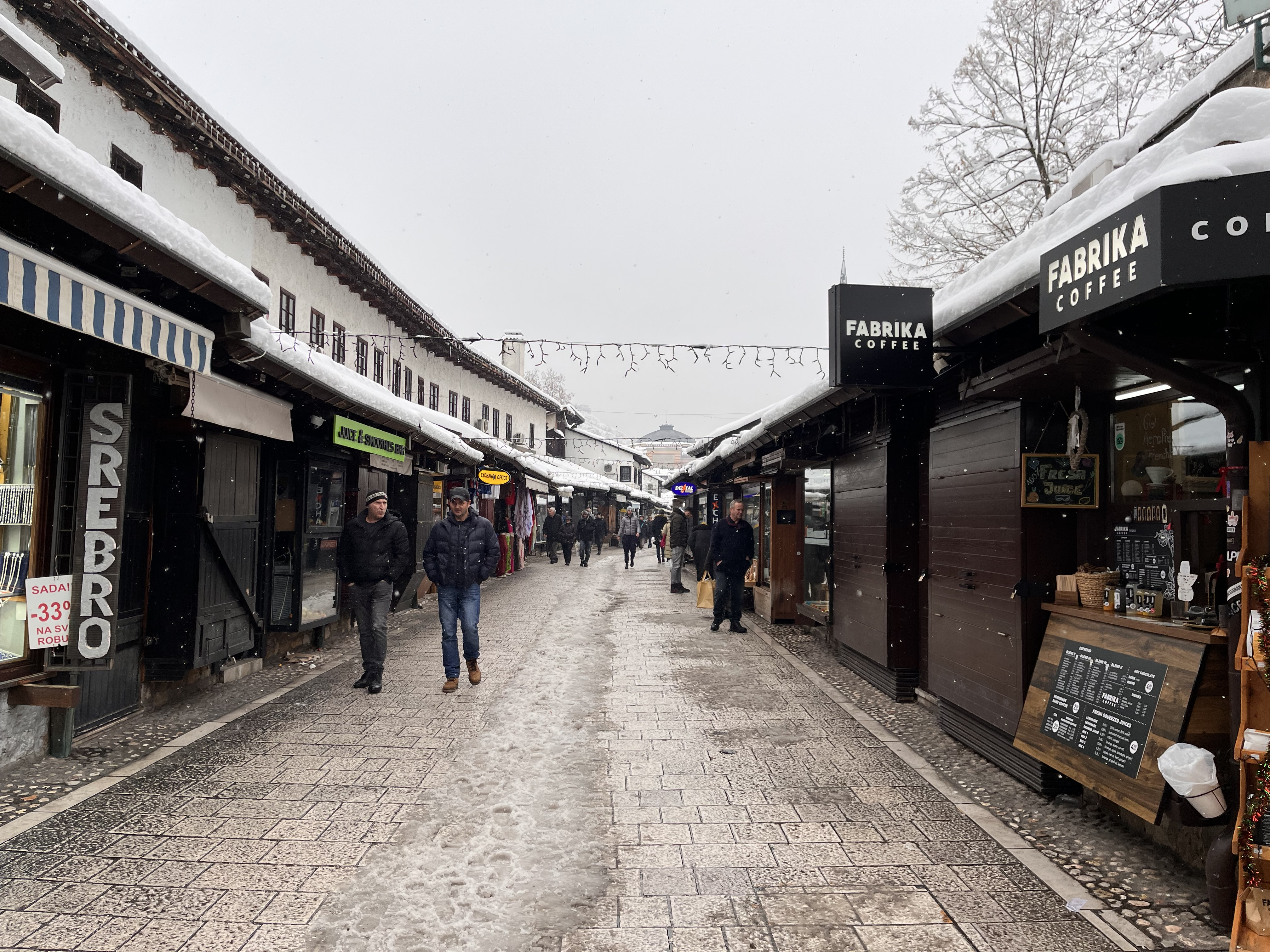
Szarajevó óvárosa

- Szarajevó óvárosaSzarajevó óvárosa az egyik legrégebbi része a városnak, nagyrészt 15. századi építészettel. A 15. században ez a terület bazár volt, ma kulturális központ. A szűk macskaköves utcákban és a karakteres, kicsi boltokban ötvöződik a kelet-európai és a török befolyás.[30]  A negyed központja a főtér az ikonikus szökőkútjával. A tér otthona sok tradicionális étteremnek és kávézónak is.
- A Nemzeti Színház az Osztrák-Magyar Monarchia idejében épült. A Karl Paržik által tervezett épület végül 1899. január 2-án nyitotta meg hivatalosan a kapuit. Az épületet 1919. november 17-én elkezdték felújítani, amit 1921 októberében be is fejeztek. Az épület hivatalosan műemlékvédelem alatt áll.[31]

## Közlekedés

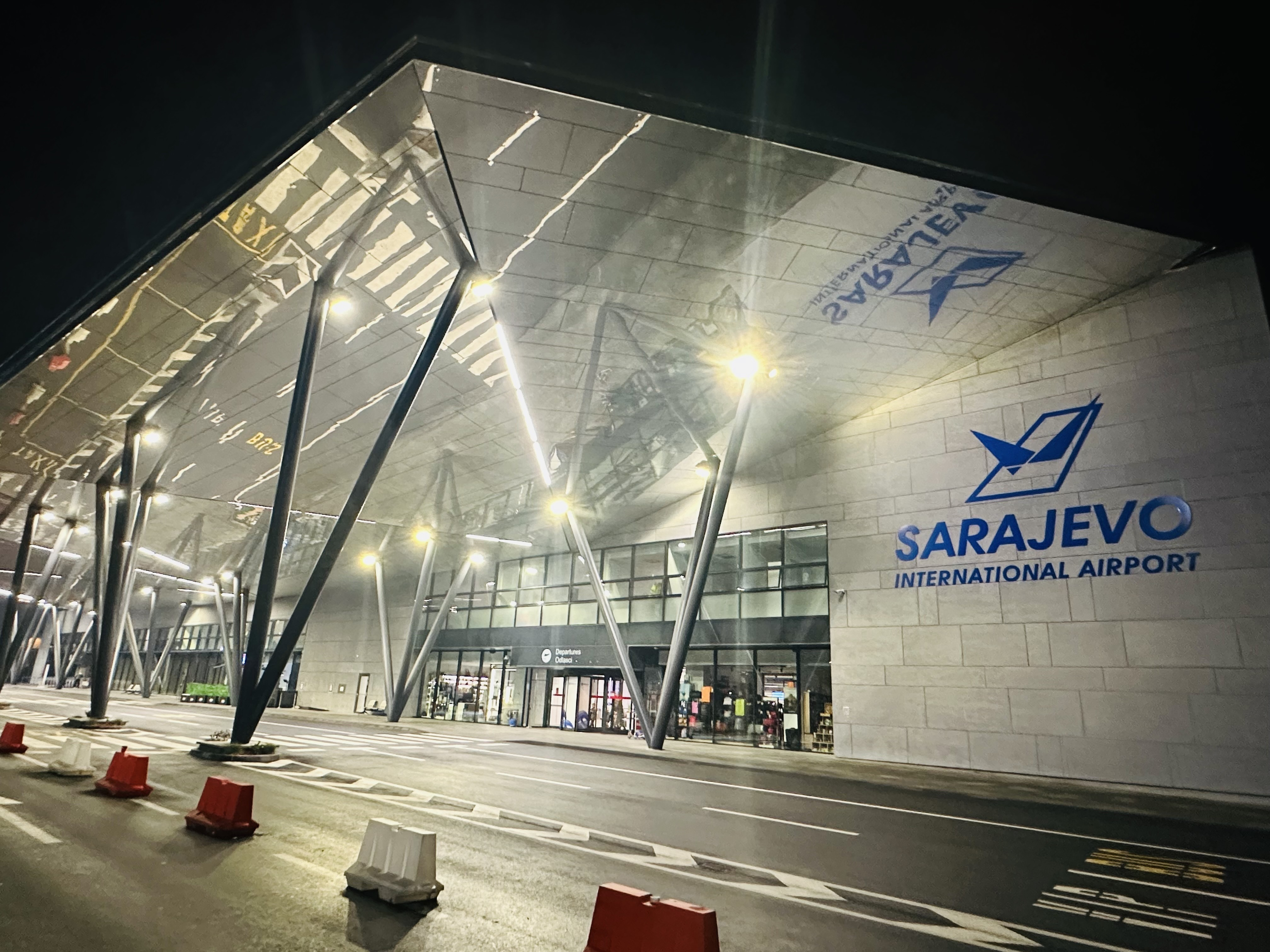
A szarajevói nemzetközi repülőtér 2024-ben

Szarajevó földrajzi és történelmi okokból viszonylag kis területen fekszik. A nyári hónapokban különösen nehéz parkolóhelyet találni. A helyiek közül egyesek kerékpárral közlekednek.
A városnak 7 villamos-, 4 trolibusz- és 79 autóbuszvonala van (az elővárosokat is beleszámítva). Jugoszlávia utolsó éveiben metrót is terveztek, ami soha nem épült meg. Ausztriába, Szlovéniába, Horvátországba nemzetközi autóbuszok közlekednek.
A legjellegzetesebb szarajevói közlekedési eszköz a villamos, amelyet az osztrák–magyar kormányzat vezetett be 1884-ben, Európában elsőként. A villamoshálózat 16 km hosszú.
A vasút szerepe szintén jelentős. A háború előtt a város fontos vasútipari központ volt.
A Szarajevói nemzetközi repülőtér (nemzetközi kódja: SJJ) a várostól néhány kilométerre, délnyugati irányban fekszik. A háború idején fontos szerepet töltött be az ostromlott város humanitárius ellátásában. Ma számos légitársaság indít Szarajevóba menetrend szerinti járatokat, köztük az Air Bosna és a Lufthansa.
A városból felvonó visz a Trebević hegyre, ahol az 1984-es téli olimpiai játékokra épített, de már elhagyott és rossz állapotban lévő bobpálya található.
2022-ig 20 db új villamost vesz a város.

## Oktatás
Szarajevóban 1 egyetem, 19 középiskola (9–12. osztály) és 46 általános iskola (1–8. osztály) működik. Az első nyugati típusú oktatási intézmények az osztrák–magyar uralom után alakultak. Az első szarajevói középiskolát 1887-ben alapították.

## Média
Szarajevó Bosznia-Hercegovina médiaszektorának központja. A legnagyobb példányszámú Szarajevóban megjelenő napilapok a Dnevni avaz és az Oslobođenje. A Bosznia-hercegovinai Föderáció televíziója, az FTV (Federalna televizija) is itt működik. A helyi rádióadók közül a legnépszerűbb a Radio Stari Grad.

## Sport
A szarajevóiak legkedveltebb sportja a labdarúgás. A két legnevesebb klub az FK Sarajevo és a FK Željezničar Sarajevo. Sokan űzik a téli sportokat is (az első szarajevói síklub már 1928-ban megalakult).
1984-ben a városban rendezték a téli olimpiai játékokat. Több helyszíne a 2010-es végére rommá változott. Néhány létesítményt rekonstruáltak a háború után, többek között a Zetra Olimpiai Stationt és az Asim Ferhatović-stadiont. Szarajevó elvesztett olimpiai dicsőségének visszaszerzésére Bosznia-Hercegovina Nemzeti Olimpiai Bizottsága és helyi sportrajongók fel kívánják újítani az olimpiai szánkó- és bobpályákat
2014-ben elnyerte a 2019-es Európai Ifjúsági Olimpiai Fesztivál rendezési jogát.

## Partnerkapcsolatok

### Testvértelepülések
Szarajevó Testvértelepülései:
- Horvátország Zágráb (2001)
- Szlovénia Ljubljana (2002)
- Amerikai Egyesült Államok Salt Lake City (2002)
- Egyiptom Kairó (2006)
- Horvátország Dubrovnik (2006)
- Észak-Macedónia Szkopje (2007)
- Törökország Konya (2007)
- Horvátország Vukovár (2011)
- Ausztria Bad Ischl (2016)

### Partnervárosai
Szarajevó partnervárosai:
| - Egyesült Királyság Coventry (1957) - Algéria Tilimszán (1964) - Azerbajdzsán Baku (1972) - Németország Magdeburg (1972) - Németország Friedrichshafen (1972) - Olaszország Nápoly (1976) - Líbia Tripoli (1976) - Olaszország Ferrara (1978) | - Törökország Bursa (1979) - Ausztria Innsbruck (1980) - Kína Tiencsin (1981) - Németország Wolfsburg (1985) - Kanada Calgary (1986) - Olaszország Velence (1994) - Törökország Ankara (1994) | - Magyarország Budapest (1995) - Franciaország Serre-Chevalier (1995) - Olaszország Prato (1995) - Albánia Tirana (1996) - Spanyolország Barcelona (1996) - Törökország Isztambul (1997) - Svédország Stockholm (1997) - Kuvait Kuvaitváros (1998) | - Amerikai Egyesült Államok Dayton (Ohio) (1999) - Spanyolország Madrid (2007) - Horvátország Póla (2012) - Irán Teherán (2016) |  |

### Szépirodalmi vonatkozások, útibeszámolók
- Szarajevó. Egy antológia; szerk. Csejdy András; Kozmopolisz–Láng, Bp., 1994 (Narancs könyvek)
- Kőbányai János: Balkáni krónika. Szarajevói jelentés. Háborúban és békében; Múlt és Jövő, Bp., 1998
- Szántó Mária: Dzsámi és szeráj Mohács kincseiből. Szarajevó és környéke; szerzői, Bp., 2016
- Semezdin Mehmedinović: Szarajevó blues. Az ostromlott város fogalomtára; ford., interjú kész. Orcsik Roland; Qadmon, Bp., 2018
- Farkas Zoltán: Hosszú hétvége Szarajevóban; Jel-Kép, Bp., 2019 (Közép-Európa a zsebedben)